# Berufskolleg West
Das Berufskolleg West im Essener Stadtteil Frohnhausen ist eine berufsbildende Schule im gewerblich-technischen Bereich.

## Geschichte
1921 wurde der Schulbetrieb als Schule für Industrieberufe Essen-West aufgenommen. In erster Linie diente sie der Ausbildung von Arbeitern und Angestellten der damals nördlich gelegenen Krupp-Gussstahlfabrik.
In den Jahren 1939 bis 1941, zur Zeit des Nationalsozialismus und des Zweiten Weltkrieges, wurde der heutige große Backsteinbau der damaligen Industrieschule errichtet. 1941 wurde der Unterricht darin aufgenommen. Die Kriegsmarine und die Friedrich Krupp AG unterstützten den Aufbau der Schule, wobei Krupp in dem Gebäude auch Büros unterhielt.
Unter dem Schulgebäude und dem Schulhof wurden umfangreiche, teils zweistöckige Luftschutzbunker bis in zwölf Meter Tiefe erbaut, die nicht nur der Schule dienten. Heute ist noch eine Etage davon zugänglich, zudem sind die meisten ehemaligen Zugänge, die auch nach Norden bis zur einstigen Krupp-Gussstahlfabrik reichten, zugemauert.
Ein erster Fliegerangriff der Alliierten im September 1942 zerstörte bereits einen Teil des Gebäudes, wobei ein sofortiger Wiederaufbau begann. Nach weiteren Kriegszerstörungen begannen im September 1948 die Ratsherren mit Oberbürgermeister Gustav Heinemann persönlich mit der Schaufel mit dem Aufräumen der Trümmer vor der Schule für Industrieberufe, dem heutigen Berufskolleg West. Die Berufsschüler übernahmen diese Arbeit später.

## Heutige Schule
Heute ist das Berufskolleg West eine berufsbildende Schule im gewerblich-technischen Bereich. Sie legt ihren Fokus auf Maschinen- und Metalltechnik, Mechatronik, Kunststofftechnik, Chemie,  Schutz- und Sicherheit sowie auf das Qualitätsmanagement.
Es können Abschlüsse zur Berufsausbildung sowie die Fachhochschulreife und die allgemeine Hochschulreife erreicht werden.
Das Berufskolleg West ist die erste staatliche Schule in Nordrhein-Westfalen, die durch die Deutsche Gesellschaft zur Zertifizierung von Managementsystemen (DQS) zertifiziert wurde.